# Karl-Heinz Rux
Karl-Heinz Rux (ur. 3 września 1907 w Bydgoszczy, zm. 8 maja 1945 w Bledzie) – niemiecki prawnik, SS-Obersturmbannführer (podpułkownik) oraz funkcjonariusz Gestapo. W 1939 roku był dowódcą Einsatzkommando 2/II, które podlegało Einsatzgruppe II pod dowództwem SS-Obersturmbannführera Emanuela Schäfera działającej przy 10 Armii). Później organizował placówki gestapo w Bydgoszczy, Toruniu i Tucholi. Jako szef bydgoskiego gestapo był w maju 1941 r. odpowiedzialny za śmierć 30 Polaków, członków konspiracyjnej organizacji „SSS”. W 1942 r. awansował na stopień SS-Obersturmbannführera, a w następnym roku przeniesiono go służbowo do Grudziądza.
W 1944 r. został oddelegowany do okupowanej Jugosławii, gdzie brał udział w zwalczaniu partyzantki. W czasie jednej z akcji został ranny. Pod koniec wojny trafił do brytyjskiej niewoli. Z obawy, że zostanie przekazany jugosłowiańskim partyzantom, popełnił w dniu 8 maja 1945 r. samobójstwo.